# Mission Earth
Mission Earth är en science fiction-dekalogi av L. Ron Hubbard, utgiven 1985-1987. De tio böckerna är inte fristående romaner utan hela verket skrevs som en enda lång roman som delades upp i tio böcker inför publiceringen. Hela verket omfattar cirka 1,2 miljoner ord eller närmare 4000 sidor i inbundet format, vilket gör det till en av de längsta romanerna någonsin. För att binda samman böckerna men göra dem mer fristående inleds varje bok med ett förord av censorn från planeten Voltar samt robotöversättaren. I denna ramberättelse skriver huvudpersonen Soltan Gris berättelsen som en bekännelse från sin fängelsecell. Enligt Robert Vaughn Young, som vid tiden för böckernas publikation arbetade på Author Services, Hubbards agentur, var det han som kom på idén till, och spökskrev denna inledning till varje bok.
Böckerna är satir och första boken har en författarintroduktion om satir inom science fiction. Enligt Robert Vaughn Young spökskrev han även denna.
Mission Earth var Hubbards sista skönlitterära verk; det följde på Kampen om jorden (Battlefield Earth) som utgavs ett par år tidigare, efter flera decenniers uppehåll från skönlitteratur då han istället fokuserat på Dianetik och Scientologi. Några av volymerna i Mission Earth publicerades postumt, då Hubbard avled i januari 1986. Böckerna hamnade på New York Times bestsellerlista, men deras popularitet har ifrågasatts av kritiker som menar att Scientologikyrkan manipulerat försäljningsstatistiken genom att köpa upp stora kvantiteter böcker och sedan gett tillbaka dem till förlaget (Bridge Publications) som sedan skickat dem tillbaks till bokhandlarna. Böckerna fick till stor del dålig kritik, men i böckerna förekommer också reklamcitat från respekterade författare som prisar böckerna, bland andra Orson Scott Card och A.E. Van Vogt.
Dekalogin består av:
1. The Invaders Plan
2. Black Genesis
3. The Enemy Within
4. An Alien Affair
5. Fortune of Fear
6. Death Quest
7. Voyage of Vengeance
8. Disaster
9. Villainy Victorious
10. The Doomed Planet

## Musik
Musikern och scientologen Edgar Winter gjorde en skiva med titeln Mission Earth med musik som Hubbard skrivit. Skivan gavs ut av Rhino records på CD, vinyl och kassett. Skivan innehåller 8 låtar.